# Посал (нижний приток Ваха)
Посал (в верховье Киселёвский Посал) (устар. Пасол) — протока в ХМАО и Томской области России. Устье реки находится в 6 км по левому берегу реки Вах. Длина протоки составляет 106 км. На правом берегу находится город Стрежевой.

## Притоки
- 13 км: Верхний Посал (пр)
- 48 км: Первый Саим (пр)
- 76 км: Мугалинка (пр)
- Волковская протока (лв)
- 86 км: Киселёвская (пр)

## Данные водного реестра
По данным государственного водного реестра России относится к Верхнеобскому бассейновому округу, речной бассейн реки — (Верхняя) Обь до впадения Иртыша;
 речной подбассейн реки — Обь ниже Ваха до впадения Иртыша;

водохозяйственный участок реки — Обь от впадения реки Вах до города Нефтеюганск.
Код объекта в государственном водном реестре — 13011100112015200040968.